# Gateway Cup
La Gateway Cup est une course cycliste américaine disputée à Saint-Louis, dans l'État du Missouri. Créée en 1985, cette compétition est habituellement organisée au moment de la fête du Travail américaine. Elle fait partie du calendrier de l'USA Cycling Pro Road Tour.
La course est répartie en plusieurs épreuves distinctes selon le genre, l'âge et la catégorie des coureurs. 

## Histoire
L'édition 2020 est annulée en raison du contexte sanitaire lié à la pandémie de Covid-19.

## Palmarès depuis 2012

### Élites Hommes
| Année | Vainqueur         | Deuxième          | Troisième       |
| ----- | ----------------- | ----------------- | --------------- |
| 2012  | Brad Huff         | Isaac Howe        | Sean Mazich     |
| 2013  | Rahsaan Bahati    | Alexander Ray     | Colton Barrett  |
| 2014  | Ken Hanson        | Luke Keough       | Daniel Holloway |
| 2015  | Daniel Holloway   | Carlos Alzate     | Luke Keough     |
| 2016  | Aldo Ino Ilešič   | Tyler Magner      | Daniel Holloway |
| 2017  | Carlos Alzate     | Julio Padilla     | Brad Huff       |
| 2018  | Tyler Magner      | Griffin Easter    | Noah Granigan   |
| 2019  | Bryan Gómez       | Noah Granigan     | Thomas Gibbons  |
| 2020  | annulé            |                   |                 |
| 2021  | Cory Williams     | Tyler Magner      | Justin Williams |
| 2022  | Alfredo Rodríguez | Clever Martínez   | César Marte     |
| 2023  | Jordan Parra      | Daniel Summerhill | César Marte     |

### Élites Femmes
| Année | Vainqueur          | Deuxième           | Troisième          |
| ----- | ------------------ | ------------------ | ------------------ |
| 2014  | Coryn Rivera       | Samantha Schneider | Hannah Barnes      |
| 2015  | Samantha Schneider | Leah Kirchmann     | Joanne Kiesanowski |
| 2016  | Samantha Schneider | Skylar Schneider   | Yussely Mendivil   |
| 2017  | Kendall Ryan       | Josie Talbot       | Lauren Hall        |
| 2018  | Skylar Schneider   | Samantha Schneider | Leigh Ann Ganzar   |
| 2019  | Olivia Ray         | Harriet Owen       | Samantha Schneider |
| 2020  | annulé             |                    |                    |
| 2021  | Paola Muñoz        | Skylar Schneider   | Danielle Morshead  |
| 2022  | Marlies Mejías     | Kaia Schmid        | Danielle Morshead  |
| 2023  | Marlies Mejías     | Samantha Schneider | Skylar Schneider   |